# Pagurus prideaux
Espèce
Synonymes
- Eupagurus prideauxi (Leach, 1815)[1]
- Pagurus prideauxi Leach, 1814[1]
- Pagurus prideauxi Leach, 1815[2]
- Pagurus solitarius Risso, 1827[2]

Le gonfaron (Pagurus prideaux) est une espèce  de crustacés décapodes de la famille des Paguridae. Il vit en association avec l’anémone de mer Adamsia palliata.